# Hulbladet fedtmos
Hulbladet fedtmos (Pseudoscleropodium purum) er et meget almindeligt mos i Danmark på jord i skove eller på åben græsklædt bund. Arten er tidligere blevet henført til slægten Scleropodium.